# Alphons Žák
Alphons Žák (auch Alphons Zak, * 15. Februar 1868 in Horaschdowitz, Böhmen; † 20. Jänner 1931 in Kirchberg an der Wild) war Ordenspriester bei den Prämonstratenser-Chorherren und Historiker.

## Leben
Alphons Žák war das vierte von insgesamt zehn Kindern. Er besuchte das k.k. Gymnasium in Písek, wo er am 13. Juli 1886 die Matura ablegte. Schon während seiner Schulzeit fasste er den Entschluss, so wie sein älterer Bruder Karl Geistlicher zu werden. Sein Vater Karl Žák – Oberlehrer an der Mädchenschule von Horazdowitz/Horazdóvice – hätte lieber eine „bürgerliche“ Karriere als Offizier oder Jurist gesehen.
Nachdem sich Alphons Žák vergeblich bei mehreren Klöstern des Prämonstratenser-Chorherrenordens um Aufnahme bemüht hatte, wurde er am 5. August 1886 im Stift Geras im Waldviertel (Niederösterreich) aufgenommen und legte hier am 15. August 1890 unter Anwesenheit seines Vaters das Ordensgelübde ab. In Klosterneuburg studierte er von 1887 bis 1891 Theologie und wurde am 12. Juli 1891 in Sankt Pölten zum Priester geweiht.
Der junge Priester wurde in der Seelsorge eingesetzt:
- 1891–1895 in Drosendorf an der Thaya
- 1895–1913 in Pernegg
- 1913–1931 in Kirchberg an der Wild

In Kirchberg an der Wild wirkte er nicht nur als Seelsorger, sondern während des Ersten Weltkriegs auch als Verwalter für das Internierungslager Kirchberg an der Wild sowie für das ukrainische Privatgymnasium und Waisenhaus. Seine Tätigkeit für das Internierungslager wertete er publizistisch aus, er sprach sich auch dafür aus, dass Unterlagen über das Lager in Archiven gesammelt wurden.
Als Historiker befasste sich Alphons Žák zum einen vor allem mit der Geschichte der Stifte Geras und Pernegg, mit der prämonstratensischen Ordensgeschichte und mit der Historie des österreichischen Klosterwesens im Allgemeinen. Zum anderen schrieb er auch über die Geschichte des Bezirks Horn.

## Publikationen
- Adolf Brinnich, Pfarrer von Groß-Siegharts († 23. Jänner 1928) Ein Lebensbild. Groß-Siegharts/Eggenburg 1928
- Beiträge zur Geschichte der Ortspfarre Kirchberg an der Wild, Sankt Pölten 1916
- Das Chorherrenstift Pernegg. Wien, Verein f. Landeskunde von Niederösterr. 1900
- Das Frauenkloster Pernegg. Wien, (Jasper) 1899
- Der Heilige Norbert. Herr von Gennech. Stifter des Prämonstratenserordens und Erzbischof von Magdeburg. Ein Lebensbild. Wien, "St. Norbertus" Dr. 1900
- Der Prämonstratenserorden in den alten deutschen Metropolen. Als Festschrift zum Ordensjubiläum (1120-1920). Hrsg. vom Stifte Geras. O. Praem. Wien, Reichspost i. K. 1919
- Der selige Hugo von Fosses, erster Abt von Premontre und Generalabt des Prämonstratenserordens. Zum 10. Februar 1928. Wien, Herold 1928
- Der Wanderer im Waldviertel. Ein Tagebuch (v. Jahre 1815) für Freunde österr. Gegenden. Nach der l. Ausgabe in Brünn 1823 neubearb. von Alphons Žák, Eggenburg 1929
- Die Pfarr- und Wallfahrtskirche Maria im Gebirge bei Salapulka N. -Öst., V. O. M. B. Zum 600jährigen Jubiläum dieses Gnadenortes am St. Vitusfeste, den 15. Juni 1899. Wien, (Norbertus) 1899
- Eibenstein und Primersdorf. 2 Schlösser und Orte an der Thaja im N. öst. Waldviertel. Wien, (Jasper) 1895
- Le retablissement de l’abbaye de Geras. Tongerloo, Druckerei d. Abtei 1927
- Maria Schnee-Bründl. Wallfahrtskapelle bei Drosendorf, Nieder-Österr. Horn, Berger 1908
- Odiot de Benoit de la Pailonne, Marie de la Croix.
- Österreichisches Klosterbuch. Statistik der Orden und Kongregationen der Katholischen Kirche in Österreich. Wien, Kirsch 1911 (Internet Archive).
- Schwester Rosa und die heil. Sühnmesse. Von der ehrw. Mutter M. D. L. C., O. Praem. Aus dem Französ. übers. und bearb. von Alphons Zak, Wien 1895
- Werke des heiligen Norbertus in unseren Tagen. Reiseerinnerungen eines Norbertiners. Wien, "St. Norbertus" 1895
- Zur Gründungsgeschichte der Prämonstratenserstifte Geras und Pernegg. Wien, (Jasper) 1891